# I. e. 237
Évszázadok: i. e. 4. század – i. e. 3. század – i. e. 2. század
Évtizedek: i. e. 280-as évek – i. e. 270-es évek – i. e. 260-as évek – i. e. 250-es évek – i. e. 240-es évek – i. e. 230-as évek – i. e. 220-as évek – i. e. 210-es évek – i. e. 200-as évek – i. e. 190-es évek – i. e. 180-as évek
Évek: i. e. 242 – i. e. 241 – i. e. 240 – i. e. 239 –  i. e. 238 – i. e. 237 – i. e. 236 – i. e. 235 – i. e. 234 – i. e. 233 – i. e. 232

## Események

### Karthágó
- A zsoldoslázadás leverésével jelentős támogatottságra szert tevő Hamilcar Barca az állam kieső bevételeinek pótlására Ibériára terjesztené ki Karthágó uralmát. A földbirtokos arisztokrácia képviselője, Nagy Hanno ellenzi a tervét, ennek ellenére Hamilcar katonai expedíciót vezet az Ibériai-félszigetre és fegyveres erővel vagy diplomáciával több keltibér törzset von befolyása alá.

### Róma
- Lucius Cornelius Lentulus Caudinust és Quintus Fulvius Flaccust választják consulnak. Fulvius a Pó-síkság galljai ellen vezet hadjáratot.
- II. Hierón szürakuszai király Rómába látogat.

### Hellenisztikus birodalmak
- I. Attalosz, Pergamon ura legyőzi a fosztogató galatai gallokat és felveszi a királyi címet.
- Egyiptomban elkezdődik az edfui Hórusz-templom építése.

## Fordítás
- Ez a szócikk részben vagy egészben  a(z)   237 BC című angol Wikipédia-szócikk ezen változatának fordításán alapul.  Az eredeti cikk szerkesztőit annak laptörténete sorolja fel. Ez a jelzés csupán a megfogalmazás eredetét és a szerzői jogokat jelzi, nem szolgál a cikkben szereplő információk forrásmegjelöléseként.